# اویگن زاندو
اویگن زاندو با نام اصلی فردریش ویلهلم مولر (به آلمانی: Friedrich Wilhelm Müller) (زاده ۲ آوریل ۱۸۶۷ − درگذشته ۱۴ اکتبر ۱۹۲۵) بدنساز اهل کشور پروس بود. وی را «پدر بدنسازی مدرن» می‌دانند.

## زندگی‌
زاندو پدری آلمانی و مادری روس داشت. وی در سال ۱۸۸۵ پروس را برای اجتناب از کار در ارتش ترک کرد. وی به سراسر اروپا سفر کرد و به ورزشکاری بدل شد که هنرهای خود را برای مردم به نمایش می‌گذاشت. در آن هنگام نام «اویگن زاندو» را برای خود انتخاب نمود.
در سال ۱۸۸۹ به لندن رفت، جایی که روی صحنه با مردان قوی هیکل مبارزه می‌کرد و بسیار سریع همه را شکست می‌داد. در لندن بود که به شهرت رسید و از زور و توان او استقبال شد. انگیزهٔ زیادی که وی بدست آورده بود باعث شد که وی به یک ستاره ورزشی تبدیل شود. خیلی سریع پیشنهادهای زیادی از سراسر بریتانیا برای اجرای نمایش دریافت کرد. وی به مدت چهار سال فنون خود را بهبود بخشید.
در سال ۱۸۹۳، فلورنز زیگفیلد می‌خواست که زاندو را در نمایشگاه جهانی کلمبیا در شهر شیکاگو، ایلینوی به همگان معرفی کند. اما زیگفیلد می‌دانست که ساندو با شخصی قرارداد دارد. صاحب قرارداد در ازای اجرای زاندو در طی مدت یک هفته ۱۰۰۰ دلار می‌خواست و تهیهٔ این مبلغ برای زیگفیلد مشکل بود اما در نهایت پذیرفت که مبلغی از درآمد حاصل را به صاحب قرارداد پرداخت کند.
در هنگام اجرای نمایش زیگفیلد متوجه شد که مردم بیشتر مسحور برآمدگی‌های ماهیچه‌های بدن زاندو شده‌اند تا وزنهٔ سنگینی که وی بلند کرده. همین موضوع باعث شد تا با تشویق‌های زیگفیلد، زاندو به یکی از مردان افسانه‌ای بدنسازی تبدیل شود.

## زندگی شخصی
همسر زاندو «بلانش بروکس» نام داشت. آن‌ها دو دختر  نام‌های «هلن» و «لوراین» داشتند. وی بعداً مکرراً به زندگی زناشویی اش خیانت کرد.

## مرگ

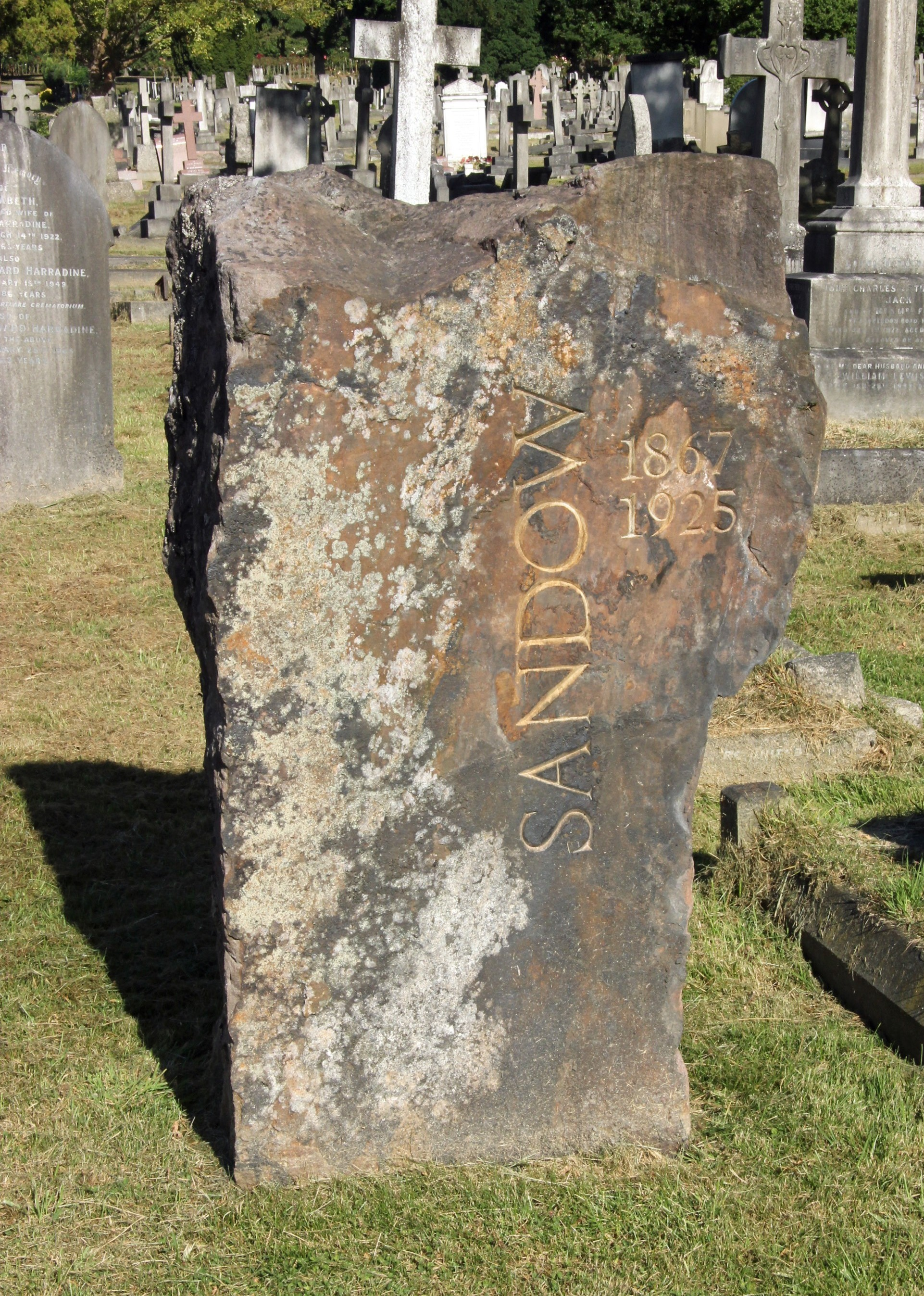
سنگ قبر اویگن زاندو

زاندو در شهر لندن و در تاریخ ۱۴ اکتبر ۱۹۲۵ به علت سکته درگذشت. وی در زمان مرگ ۵۸ سال سن داشت.